# آب‌انبار دخمه صفائیه
آب‌انبار دخمه صفائیه مربوط به دوره پهلوی است و در یزد، انتهای خیابان صفائیه واقع شده و این اثر در تاریخ ۱۷ اسفند ۱۳۸۱ با شمارهٔ ثبت ۷۷۶۸ به‌عنوان یکی از آثار ملی ایران به ثبت رسیده است.